# Dirk Boogmans
Dirk Boogmans (7 mei 1955) is een Belgisch bestuurder.

## Levensloop
Dirk Boogmans studeerde burgerlijk ingenieur aan de Vrije Universiteit Brussel (1978), behaalde een MBA aan het Limburgs Universitair Centrum (1986) en voltooide een executive program aan de Universiteit van Michigan in de Verenigde Staten (1993).
Hij ging in 1980 aan de slag bij de Generale Bank. Van 1981 tot 1998 werkte hij voor de investeringsmaatschappij Gimv en van 1998 tot 2001 was hij CEO van de industriële groep CFE. In 2001 volgde hij Gerard Van Acker op als CEO van Gimv. Hij werd in deze functie in 2008 door Koen Dejonckheere opgevolgd. In 2010 werd hij bestuurder van Gimv, wat hij bleef tot mei 2017.
In 2010 werd Boogmans in navolging van Karel Vinck voorzitter van de Vlaamse Raad voor Wetenschap en Innovatie. Hij bleef dit tot eind 2016, wanneer Lieven Danneels hem opvolgde.
Van 2009 tot 2022 was hij bestuurder van BNP Paribas Fortis. Hij bekleedt verder bestuursmandaten bij investeringsfirma Smile Invest, inspectie- en certificatiebedrijf Vinçotte, biotechfonds Newton Biocapital, de VUB en het UZ Brussel. Hij was ook bestuurder bij HR-groep Asap, verzekeraar P&V, vervoermaatschappij De Lijn, data intelligencebedrijf Collibra, Caesar Real Estate Fund, IT-bedrijf Cegeka, baggerbedrijf DEME, Global Lifting Partners, afvalverwerker Indaver, Indus, biofarmabedrijf Innogenetics, softwarebedrijf LSM, NIBC Holding en Vitrufin (de holding boven Ethias). Hij was ook voorzitter van Telenet, Aquafin en de Belgian Venture Capital Association.